# Ehingen (Landkreis Augsburg)

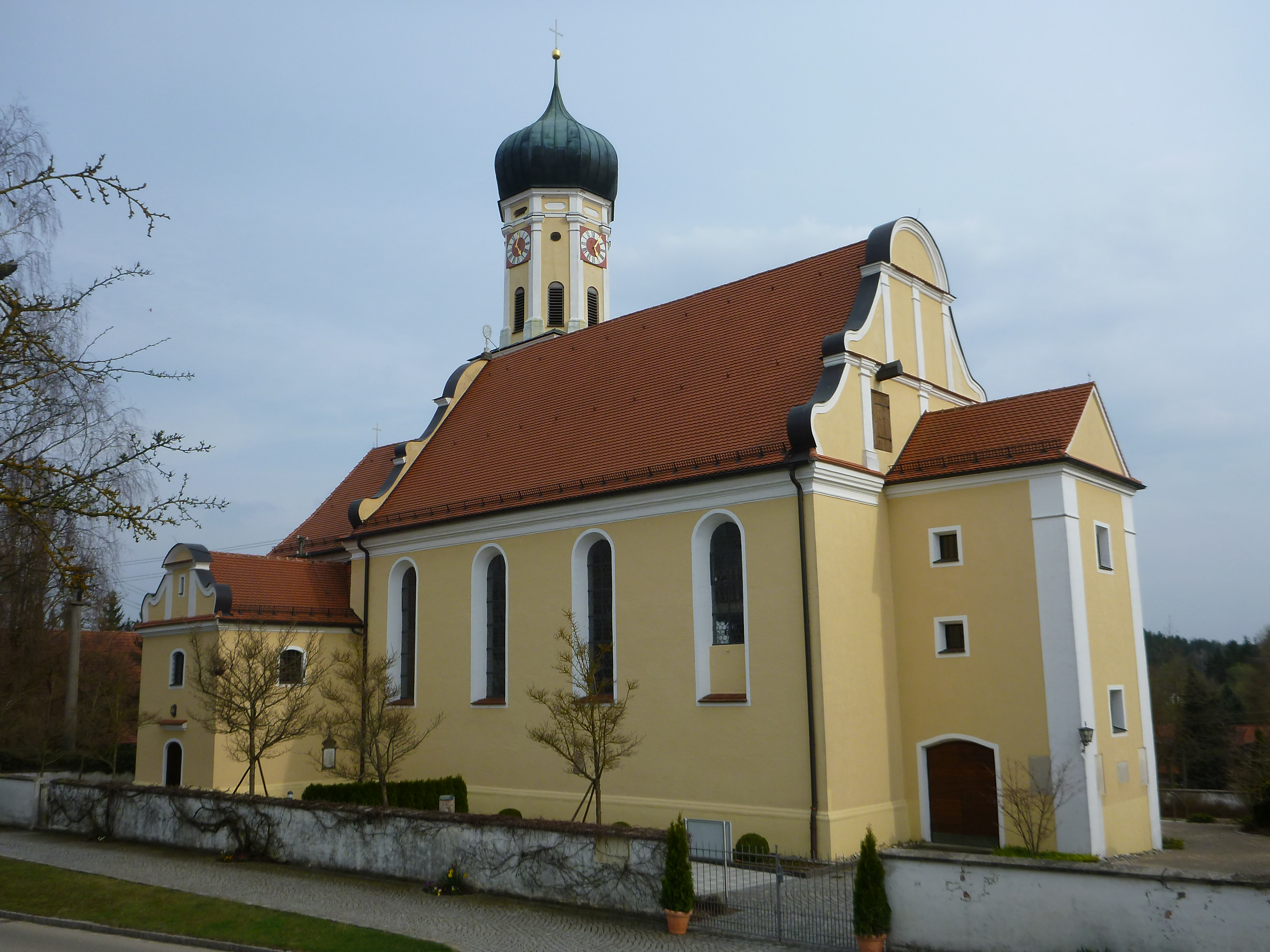
St. Laurentius in Ehingen

Ehingen ist eine Gemeinde und ein Dorf im schwäbischen Landkreis Augsburg. Die Gemeinde ist Mitglied der Verwaltungsgemeinschaft Nordendorf.

## Geografie

### Geografische Lage
Die Gemeinde liegt etwa 30 Kilometer nördlich von Augsburg in einem Seitental der Schmutter, umgeben von  Ausläufern der Schwäbisch-Bayerischen Hochebene.

### Gemeindeteile
Die Gemeinde setzt sich aus dem Hauptort und Pfarrdorf Ehingen und dem Dorf Ortlfingen zusammen.

## Geschichte

### Bis zur Gemeindegründung
Ehingen war Sitz eines Ortsadelsgeschlechts, der Herren von Ehingen, die im 13. und 14. Jahrhundert die größten Grundherren im heutigen Gemeindegebiet waren. Ludwig der Bayer übertrug 1315 Heinrich von Bocksberg das Patronat über die Kirche. Die Lehnsrechte blieben bei den Wittelsbachern, bis sie 1392 an das Kloster Benediktbeuern kamen. Seit dem Reichsdeputationshauptschluss von 1803 gehört der Ort zu Bayern. Im Zuge der Verwaltungsreformen in Bayern entstand mit dem Gemeindeedikt von 1818 die heutige Gemeinde. Sie wechselte 1972 von Landkreis Wertingen zum Landkreis Augsburg.

### Eingemeindungen
Im Zuge der Gebietsreform in Bayern wurde am 1. Mai 1978 die Gemeinde Ortlfingen eingegliedert.

### Einwohnerentwicklung
Zwischen 1988 und 2018 wuchs die Gemeinde von 841 auf 1068 um 227 Einwohner bzw. um 27 %.

## Politik

### Gemeinderat
Bei der Kommunalwahl am 15. März 2020 legte nur die Unparteiische Wählergruppe Ehingen-Ortlfingen eine Bewerberliste vor, die in der Amtszeit 2020 bis 2026 alle zwölf Mandate im Gemeinderat besetzt. Die Wahlbeteiligung lag bei 63,4 % (2014: 58,0 %). In der vorangegangenen Amtszeit 2014 bis 2020 hatte die Wählergruppe ebenfalls alle zwölf Sitze erhalten.

### Bürgermeister
Erster Bürgermeister ist seit Mai 2002 Franz Schlögel (Unparteiische Wählergruppe Ehingen-Ortlfingen); er wurde 2008, 2014 und 2020 (89,5 %) wieder gewählt.

### Wappen und Flagge
| | Blasonierung: „In Silber ein steigendes blaues Einhorn, belegt mit einer goldenen Schräglinksleiste.“ |
| Wappenbegründung: Das steigende Einhorn ist dem Stammwappen der Herren von Ehingen entnommen, die im 13. und 14. Jahrhundert die größten Grundherren im heutigen Gemeindegebiet waren. Ludwig der Bayer übertrug 1315 Heinrich von Bocksberg das Patronat über die Kirche, die dem hl. Laurentius geweiht ist. Die Lehenrechte blieben bei den Wittelsbachern, bis das Patronat 1392 an das Kloster Benediktbeuern kam. An das bayerische Herzogsgeschlecht der Wittelsbacher erinnern die bayerischen Farben Silber und Blau. Dieses Wappen wird seit 1962 geführt. | |

Als inoffizielle Gemeindefahne wird eine weiß-blaue Flagge mit dem Gemeindewappen verwendet.

## Wirtschaft und Infrastruktur

### Arbeitsplätze
2020 gab es in der Gemeinde 49 sozialversicherungspflichtige Arbeitsplätze. Von den Einwohnern standen 523 in einer versicherungspflichtigen Beschäftigung, so dass die Zahl der Auspendler um 474 höher war als die der Einpendler. Acht Einwohner waren arbeitslos.

### Landwirtschaft
2020 gab es noch zwölf landwirtschaftliche Betriebe.

### Bildung
In der Gemeinde besteht eine Kindertageseinrichtung mit 75 Plätzen; am 1. März 2021 waren davon 65 belegt.